# Showtaro Morikubo
Shōtarō Morikubo (森久保 祥太郎 Morikubo Shōtarō?,  Hachiōji, Tokio, 25 de febrero de 1974), mejor conocido bajo su nombre artístico de Showtaro Morikubo, es un actor de voz y cantante japonés, afiliado a Add9th. Ha participado en numerosas series de anime, CD dramas y videojuegos; Morikubo también formó parte de la banda Moskito Milk y An's All Stars. Ha sido condecorado con el premio Kei Tomiyama en la décima edición de los Seiyū Awards. Como cantante es representado por Lantis.
En 2010, Morikubo formó parte de la película Wonderful World, junto con otros actores de voz, incluyendo a Mamoru Miyano, Tomokazu Seki, Rikiya Koyama, Yuka Hirata, Tomokazu Sugita y Daisuke Namikawa.

## Vida personal
El 22 de febrero de 2007, Morikubo contrajo matrimonio con la también seiyū Yū Asakawa; la pareja se divorció dos años después citando diferencias irreconciliables. Asakawa afirmó en su blog que la separación fue una amistosa y que tanto ella como Morikubo aún se tenían mucho respeto mutuo.
El 4 de julio de 2014, Morikubo publicó en su blog que había contraído matrimonio con una mujer sin vínculos con la industria del entretenimiento y el doblaje, pero optó por mantener en secreto todos los detalles del matrimonio. El 29 de diciembre de 2017, Morikubo anunció que se había convertido en padre con el nacimiento de su primer hijo, una niña, sin embargo, no reveló la fecha exacta del nacimiento ni otros detalles.

## Filmografía

### Anime
- 11 eyes: Tsumi to Batsu to Aganai no Shōjo - Takahisa Tajima
- After War Gundam X - Willis Aramis
- Apocripha/0 - Seles
- Bakuman - Makaino Koji
- Bakusō Kyōdai Let's & Go!! - Mini Yon Fighter
- Boruto: Naruto Next Generations - Shikamaru Nara
- Black Clover - Zagred
- Bleach - Tensa Zangetsu (joven)
- Blue Submarine No. 6 - Verg
- Boku wa Imouto ni Koi o Suru - Yori
- Captain Tsubasa - Shingo Aoi
- Cardfight!! Vanguard - Taishi Miwa
- Cheeky Angel - Gakusan Takao
- Chiruran: Nibun no Ichi - Yamanami Keisuke
- Chosoku Spinner - Shunichi Domoto
- Code: Realize - Sōsei no Himegimi - - Impey Barbicane
- Cyborg 009 (serie del 2001) - Cyborg 002 / Jet Link
- Diabolik lovers-Shin Tsukinami
- Diamond No Ace - Umemiya Seiichi
- D.Gray-man - Jasdero
- Digimon Universe: Appli Monsters - Occult Hunter J
- Dotto Koni-Chan - High
- Dragon Ball Daima - Rey Gomah
- Dr. Stone - Shamil Volkov
- Ensemble Stars! - Makoto Yuuki
- Excel Saga - Norikuni Iwata
- Fuyu no Semi - Seinoshin Aizawa
- Final Fantasy VII: Advent Children - Kadaj
- GetBackers - Ginji Amano
- Grandia II - Ryudo
- Hana-Kimi - Shuichi Nakatsu
- Hakuōki Shinsengumi Kitan|Hekketsurōku - Sōji Okita
- Hakuoki shinsengumi kitan - Souji Okita
- I'm Gonna Be An Angel - Raphael / Fuyuki Suzuhara
- Jibaku-kun / Twelve World Story - Hail
- Ichigo 100% - Sawayaka (OVA Character episode 3)
- Ikki Tousen - Saji Genpō
- Jak and Daxter series (Japanese version) - Jak
- Kai Doh Maru - Raiko Minamoto
- Keppeki Danshi! Aoyama-kun - Atsumu Ozaki
- Kikaider - Kikaider 01 / Ichiro
- Kimetsu no Yaiba - Kumo oni: Ani / Spider Demon (Son)
- Koni Chan - High
- Konjiki no Gash Bell!! - Haruhiko
- Magi: The Labyrinth of Magic - Sharrkan
- Magi: The Kingdom of Magic - Sharrkan
- Mars - Rei Kashino
- Major  - Goro Shigeno
- Mazinger Z: Infinity - Kōji Kabuto
- Melody of Oblivion - Hol
- Lodoss to Senki: Eiyū Kishi Den - Cecil
- Matantei Loki Ragnarok - Thor / Narugami
- Momo Kyun Sword -Sarugami
- Naruto - Shikamaru Nara
- Nerima Daikon Brothers - Ichirō
- Odin Sphere - Ingway
- One Piece - Bartolomeo
- Prétear - Gō
- Rave Master - Música
- Rockman X5 y X6 - Dynamo
- Rockman X5 al X7 - Rockman X
- The Prince of Tennis - Akaya Kirihara
- Saiki K - Nakanishi Kouta
- Sakamoto desu ga? - Yūya Sera[9]
- Samurai Flamenco - Sōichi Aoshima
- Samurai Gun - Ichimatsu
- Shin Megami Tensei Devil Child - Kai Setsuna
- Shin Megami Tensei: Persona 4 - Yosuke Hanamura (Anime & PS2 Game)
- Shining Force Neo - Max
- Shōnan Jun'ai Gumi - Katsuyuki Tsumoto[10]
- Sorcerous Stabber Orphen - Orphen
- Spriggan - Yu Ominae
- Tokimeki Memorial Girl's Side - Chiharu Aoki
- Tokyo Revengers - Kisaki Tetta
- Tokyo Underground - Kashin
- Yamato Nadeshiko Shichi Henge - Kyohei Takano
- Uta no Prince-sama - Reiji Kotobuki
- Yowamushi Pedal - Yūsuke Makishima
- Ys - Adol Christin

## Música
- Participó en el tema Oretachi Flamenger! ~Samurai Sentai Flamenger no Theme~ de la serie Samurai Flamenco junto con Toshiki Masuda, KENN, Yukari Tamura y Toshiyuki Toyonaga.
- También participó en el ending 2 de: Garo: The Carved Seal of Flames.
- Participó de igual manera en los temas "The Answer" y también "I.D.E.A" siendo estos los opening y ending themes respectivamente del videojuego Megaman x6